# Atlanticus glaber
Atlanticus glaber är en insektsart som beskrevs av Rehn, J.A.G. och Morgan Hebard 1912. Atlanticus glaber ingår i släktet Atlanticus och familjen vårtbitare. Inga underarter finns listade i Catalogue of Life.